# 安良里村
安良里村（あらりむら）は静岡県の東部、賀茂郡に属していた村。現在の西伊豆町北部にあたる。

## 地理
- 山：大野山、笠蓋山、今山

## 歴史
- 1896年（明治29年）5月14日 - 宇久須村の一部（大字安良里）が分立して発足。
- 1956年（昭和31年）9月30日 - 宇久須村と合併して賀茂村が発足。同日安良里村廃止。

## 交通

### 道路
- 一般国道
  - 国道136号

### 鉄道
村内に、鉄道は通っていない。